# Weferlinger Heimstolz

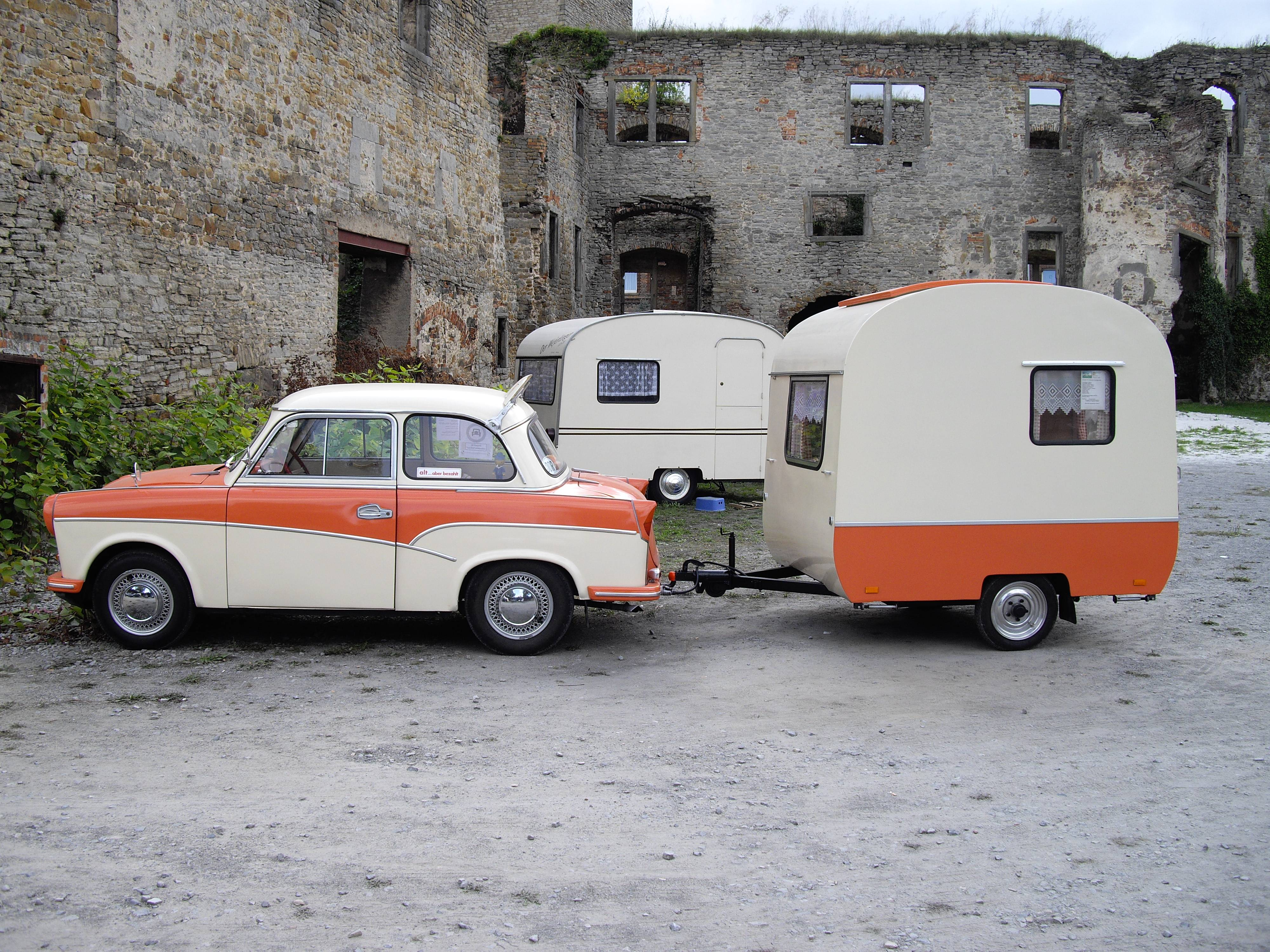
Ein LC9-200, gezogen vom Trabant P 50, im Hintergrund der LC9-285

Weferlinger ist die umgangssprachliche Bezeichnung mehrerer Wohnwagenmodelle der DDR, die in der Produktionsgenossenschaft des Handwerks Heimstolz im Flecken Weferlingen (Kreis Haldensleben) hergestellt wurden.
Die einzelnen LC-Modelle weisen trotz unterschiedlicher Größe in ihrer Gestaltung deutliche Übereinstimmungen auf.
Konstrukteur des LC9-200 und des LC9-285 war Wilhelm Luther aus Birkenwerder. Die Abkürzung LC in der Modellbezeichnung steht für Luther-Camping.

## Aufbau
Der Aufbau besteht aus einem Holzgerippe, das mit einem doppelwandigen Sperrholzaufbau ausgekleidet ist. Weißer Kunstharzlack schützt die kochfest verleimten Furnierplatten von außen. Die Wohnwagen der PGH Heimstolz haben auf jeder Seite ein Fenster. Das in Fahrtrichtung vorn liegende Fenster lässt sich nach außen aufstellen. Die Einstiegstür ist in der Mitte geteilt. So kann zum Beispiel nur der obere Teil der Tür mit dem Fenster beim Kochen geöffnet werden. Für Luftzirkulation sorgt das ausstellbare, mit einem Fliegenschutzgitter ausgestattete Dachmittelstück.
Die Bodengruppe besteht aus leichten U-Profilen. Die Räder sind an Pendel-Halbachsen montiert, an denen einfache Gummiblöcke in der Praxis eine bescheidene Federung gewährleisten. Das Fahrgestell ist wartungsfrei, allerdings traten zumindest bei frühen Exemplaren Risse in den Gummiblöcken auf.
In etwa zehn Minuten kann das Vorzelt aufgebaut werden. Nach dem Einfädeln des Keders in die umlaufende Alukederschiene an der rechten Seite des Wagens wird das Gestänge zusammengebaut und unter das Vorzelt gebracht. Die Zeltgiebelseite (die Eingangstür) lässt sich auch als Sonnendach aufstellen.

## Modelle
Schon in den 1950er Jahren konstruierte Luther Wohnwagen. Eine Serienfertigung setzte 1965 ein. Die Stückzahlen erreichten jedoch nicht den Umfang des Bastei und QEK Junior. Einige Modelle wurden lediglich als Prototypen verwirklicht, darunter 1974 der LC 260.

### LC9-200

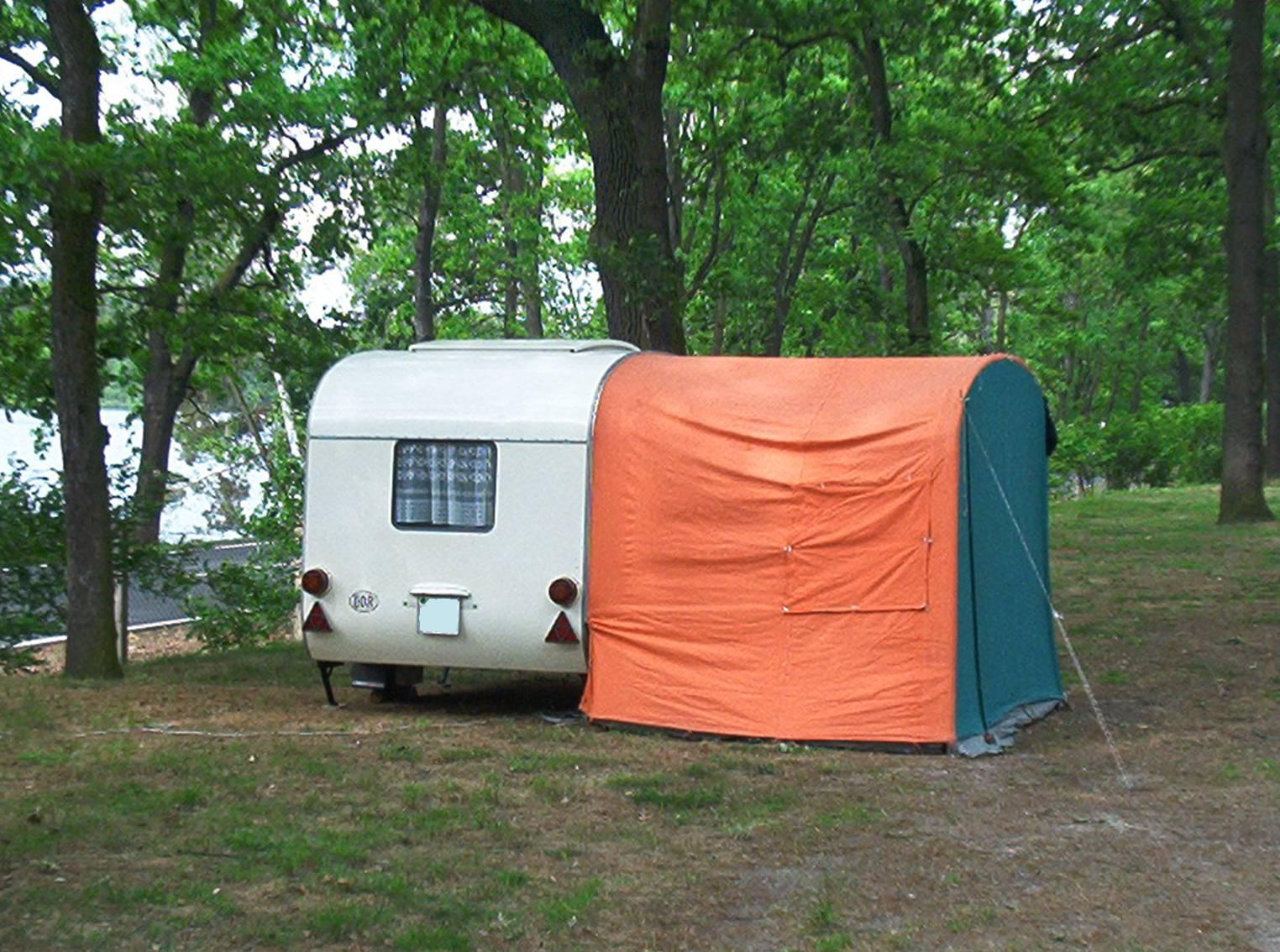
Der Platz des LC9-200 wurde durch sein Vorzelt vergrößert

Der „kleine“ Weferlinger. Er wurde speziell für den Trabant entwickelt und im Jahr 1967 vorgestellt. Er war nicht nur der kleinste Wohnwagen der DDR, sondern zählt auch international zu den kompaktesten Wohnwagen überhaupt. Gegenwärtig ermöglicht der kleine Weferlinger (neben dem Qek Junior und dem Dübener Ei) auch Fahrern von Trikes, Smarts, Enten und anderen Kleinwagen den Urlaub mit einem Wohnwagen.
Das Modell LC9-200 wurde über einen längeren Zeitraum gebaut, jedoch in niedrigen Jahresstückzahlen, 1975 waren es 170 Stück. Mit Vorzelt betrug der Neupreis 5305 Mark, allerdings mussten bei der Bestellung mitunter beträchtliche Wartezeiten in Kauf genommen werden. Die Produktion des LC9-200 wurde 1978 beendet, auch weil mit dem QEK Junior inzwischen ein größerer Wohnwagen für den Trabant zur Verfügung stand.

#### Innenraum

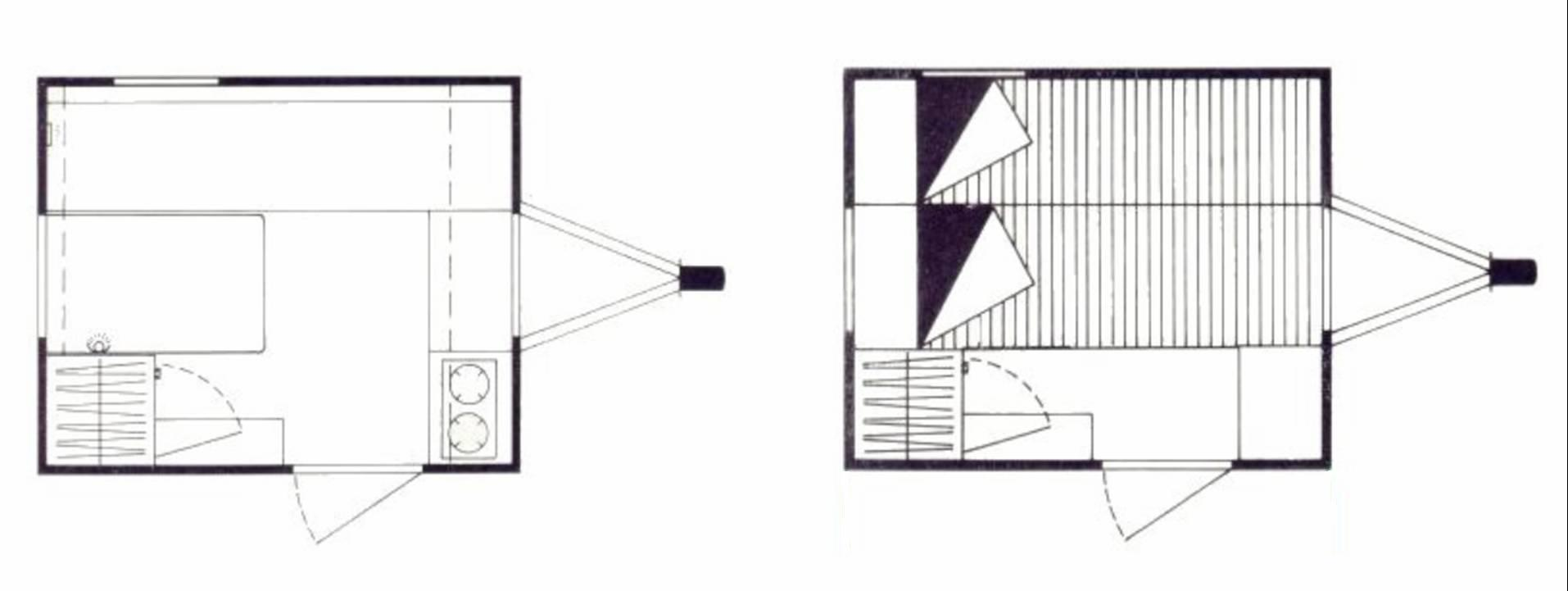
Schematische Darstellung des Umbaus beim LC9-200

Der isolierte Aufbau besteht aus einem Hartholz-Rahmen, der doppelwandig mit Spezial-Flugzeugsperrholz beplankt ist. Die Isolierschicht besteht aus phenolharzgetränkten Papierwaben. Die gesamte Innenausstattung aller Wohnwagen ist aus Gewichtsgründen aus finnischem Birkenholz hergestellt. Die Verarbeitungsqualität des behaglichen und überlegt eingerichteten Innenraums wurde von der Fachpresse als lobenswert hervorgehoben, nichts klapperte oder klemmte oder war undicht.
Eine sinnvolle Raumaufteilung ist gerade bei den Innenmaßen des kleinen Wefi unerlässlich und wurde gut ausgeführt: Die Liegefläche ist nahezu genauso lang wie der Wohnwagenaufbau selbst (1,95 m). Etwas beengt für zwei Erwachsene ist lediglich die mäßige Breite der Liegefläche von 1,12 m. In weniger als einer Minute wird aus der abgeklappten Tischplatte und einer Stützleiste die Liegefläche. Unter der Sitzbank gibt es Stauraum für Decken, Kissen und Bettzeug. Als Kochgelegenheit dient ein zweiflammiger Propangaskocher, der durch eine 2-kg-Propangasflasche versorgt wird, die im Innenraum untergebracht ist. In jedem Wagen befindet sich ein großer Kleiderschrank. Die Beleuchtung des Innenraumes gewährleisten zwei von der Autobatterie gespeisten 5-Watt-Soffitten, oder einer 25-Watt-Kerzenlampe bei 230-Volt-Versorgung.

#### Fahrwerk und Fahreigenschaften
Auf den zwei Rädern steht der Anhänger, abgestützt durch vier Aufsteller mit Trapezgewindespindeln, selbst auf unebenen Standplätzen sicher. Die Reifen und Räder der Größe 3,50 – 12″ – 1,5 at sind die gleichen wie beim Motorroller Troll. Für Fahrten erfüllt der LC9-200 lediglich die minimalen Anforderungen: Als Federelemente dienen Gummipuffer mit nur 70 mm Federweg, Schwingungsdämpfer hat der LC9-200 nicht. Bei aufeinanderfolgenden Bodenunebenheiten neigt der LC9-200 zum Springen. Im zeitgenössischen Testbericht waren wiederholt Reifenschäden am Anhänger zu beklagen, die jedoch auch mit der damalige Reifenqualität zusammenhängen dürften. Dennoch sollte der LC9 wegen des minimalistischen Fahrwerks nicht mit höheren Geschwindigkeiten gefahren werden, mehr als 60 km/h sind nicht zu empfehlen. 

#### Technische Daten
| Eigenmasse           | 220 kg / 250 kg |
| Zuladung             | 60 kg / 30 kg   |
| Aufbaulänge          | 2,00 m          |
| Breite               | 1,63 m          |
| Höhe vom Erdboden    | 2,03 m          |
| Stehhöhe             | 1,80 m          |
| Vorzelt-Grundfläche: | 2,0×2,0 m       |

### LC9-285

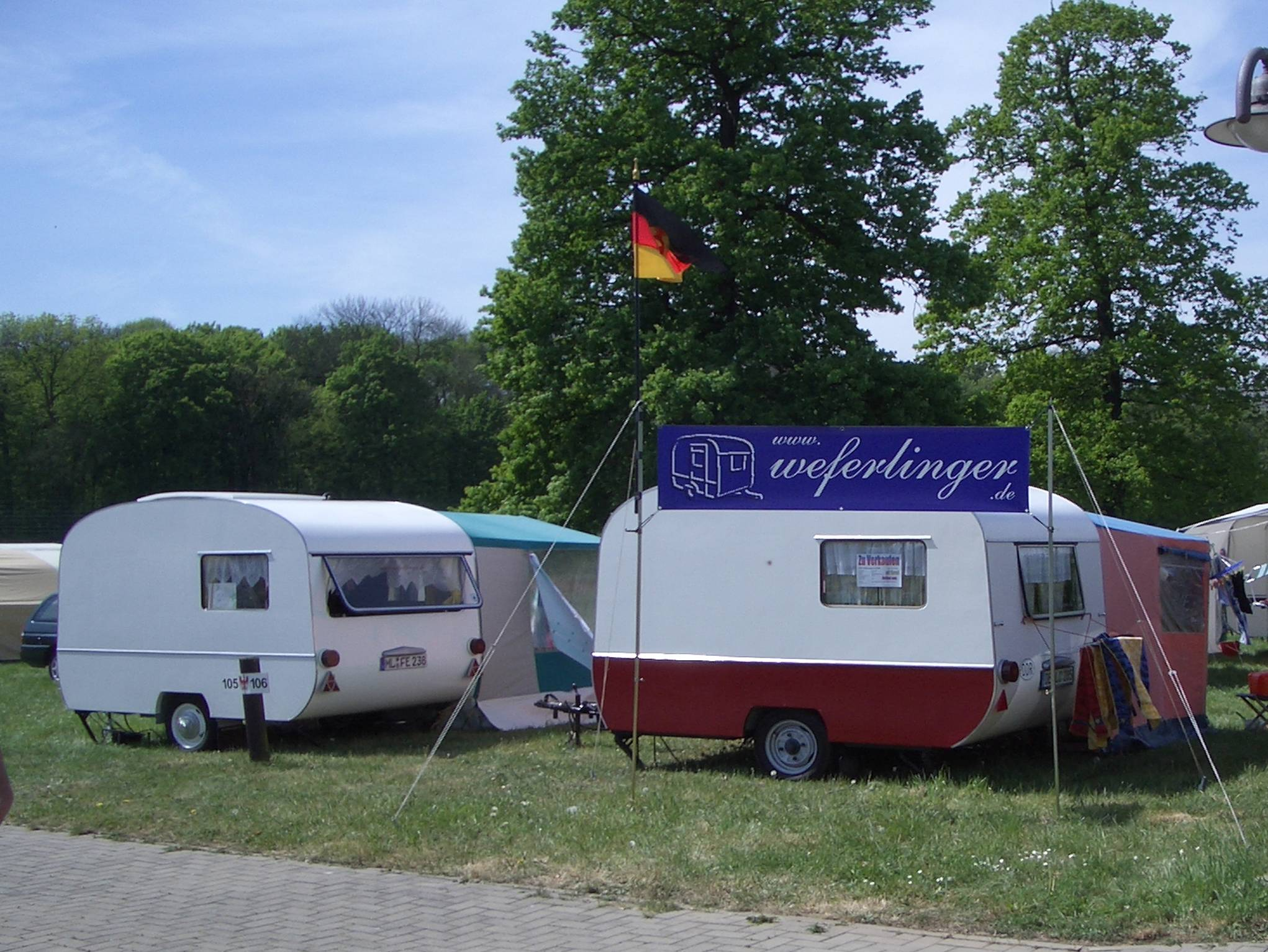
Rechts im Bild ein LC9-285, Links der HP 501 bei einem DDR-Wohnwagentreffen

Der große Weferlinger. Er war für größere Fahrzeuge als den Trabant (z. B. Wartburg 353) entwickelt. Neben den größeren Abmessungen hatte der LC9-285 auch größere Räder, die denen des Trabant entsprachen. Der Verkaufspreis ohne Vorzelt betrug 8000 Mark (Stand 1974). Nachdem das KTA circa 1974 die zulässige Höchstgeschwindigkeit wegen Mängeln am Fahrwerk auf nur 60 km/h festgesetzt hatte, erfolgte eine Produktionssperre für diesen Typ. Die Fertigung wurde dann 1978 in Gestalt der Weiterentwicklung HP 501 wieder aufgenommen. Vom LC9-285 wurden daher insgesamt nur recht wenige Einheiten ausgeliefert.
Im Testbericht mit dem Wartburg 353 als Zugfahrzeug im Jahr 1974 fiel das Urteil durchwachsen aus. Die stark unterschiedliche Federkennlinie von Anhänger und Zugfahrzeug äußerte sich durch deutlich spürbare Stöße in den Pkw. Der Federweg der Gummiblöcke des Anhängers betrug in der Praxis nur 15-20 mm. Die Reserven des Wartburg-Fahrwerks zwangen den Anhänger jedoch auch bei Unruhe stets zum Nachlaufen. Vom Fahren mit beladenem Anhänger wurde abgeraten. Das KTA hatte die zulässige Höchstgeschwindigkeit für den LC9-285 wegen der mäßigen Federungseigenschaften auf 60 km/h festgesetzt. Die Spurtreue des Anhängers bei Bremsvorgängen wurde als ausgezeichnet bewertet. Die Konstruktion der Zugdeichsel erforderte Obacht beim Rangieren, da der Anhänger relativ schnell vom Geschobenwerden zur Drehung um seinen Mittelpunkt überging.
Außerhalb des Fahrbetriebs wurde der LC9-285 im Jahr 1974 überwiegend positiv bewertet. Eine freundlich wirkende, durchdachte Inneneinrichtung und eine sehr sorgfältige Verarbeitungsqualität wurden gelobt. Die kaum vorhandene Isolierung begrenzte den Komfort. Erhebliche Probleme gab es mit den Aufstellern.
| Eigenmasse          | 350 kg          |
| Zuladung            | 100 kg          |
| Aufbaulänge         | 2,85 m          |
| Breite              | 1,84 m          |
| Höhe vom Erdboden   | 2,10 m          |
| Stehhöhe            | 1,87 m          |
| Grundfläche Vorzelt | 2,85 m × 2,50 m |

### HP 501
Der HP 501.83/1 stellte eine Weiterentwicklung des LC9-285 dar, die ab 1978 gebaut wurde. Äußerliches Unterscheidungsmerkmal ist das breitere, nach wie vor ausstellbare Heckfenster. Der HP 501 hatte einen doppelwandigen Aufbau mit phenolharz-getränkten Zwischeneinlagen. Die Wandschränke erhielten unkomplizierte Magnetverschlüsse. In der Küche fand sich nun der zweiflammige Gaskocher Campy 75, außerdem wurde ein Spülbecken angekündigt. Geändert wurden auch die Aufsteller, wobei ein Aufsteller für die Deichsel weiterhin fehlte. Die bedeutsamste Weiterentwicklung betraf das Fahrwerk: Die bisherigen Pendel-Halbachsen mit auf Scherung beanspruchten Gummis wurden ersetzt durch die Radführung entsprechend des Lastenanhängers HP 350.01, also gezogene Längslenker und auf Druck beanspruchte Gummielemente. Dies verbesserte nicht nur die Funktionssicherheit, sondern auch den Federweg, der nun 100 mm betrug. Außerdem ergab sich aus diesem Aufbau ein progressiver Dämpfungseffekt, sodass zusätzliche Stoßdämpfer auch hier nicht erforderlich waren. Die Verbesserungen des Fahrwerks gestatteten es, die Höchstgeschwindigkeit für diesen Typ auf 80 km/h heraufzusetzen.
Da die Produktion des kleineren LC9-200 mit Einführung des HP 501 beendet wurde, konnte für letzteren Typ die gesamte Fertigungskapazität von etwa 200 Wohnwagen pro Jahr genutzt werden. Der Preis betrug inklusive Extras und Polsterauflagen 8831,50 Mark.
| Eigenmasse          | 370 kg |
| Zuladung            | 130 kg |
| Aufbaulänge         | 2,85 m |
| Breite              | 1,86 m |
| Höhe vom Erdboden   | 2,20 m |
| Stehhöhe            | 1,87 m |
| Grundfläche Vorzelt |        |

### Aller 300

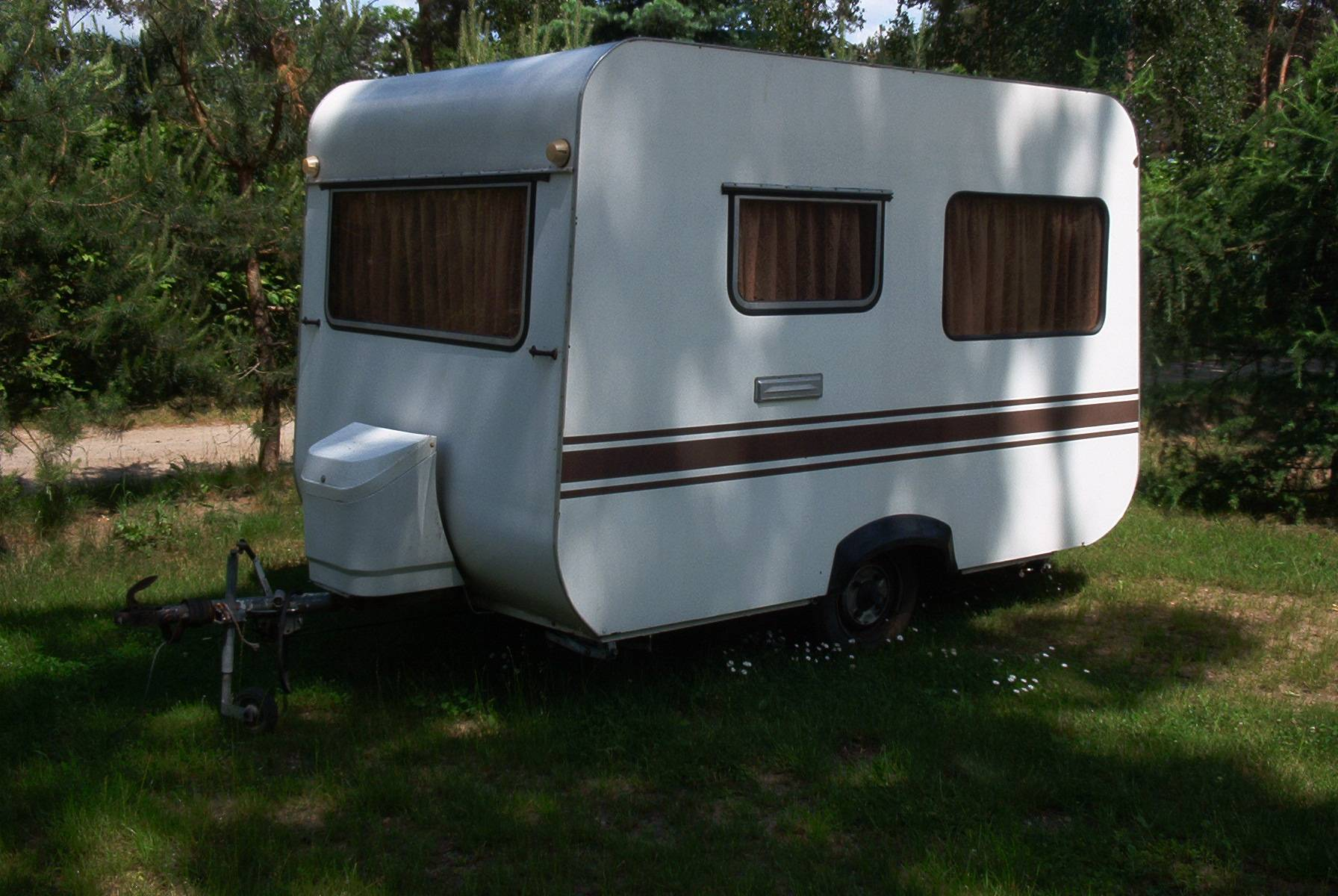
Weferlinger Heimstolz Aller 300

Mit dem Aller 300 entstand 1983 ein völlig neues Design.
| Eigenmasse        | 400 kg |
| Zuladung          | 150 kg |
| Aufbaulänge       | 3,00 m |
| Breite            | 1,98 m |
| Höhe vom Erdboden | 2,31 m |
| Stehhöhe          | 1,84 m |

Dieser neue Wagen wurde im VEB Heimstolz Weferlingen (im VEB Kombinat Fahrzeugbau und Zubehör Kakerbeck) gebaut. Erkennbar an der eckigen Form, bietet dieser Wohnwagen gegenüber seinen Vorgängern reichlich Platz und Komfort.

### Aller 340
Der Aller 340 ist der größte jemals in Serie hergestellte Wohnwagen aus dem Hause VEB Heimstolz Weferlingen.

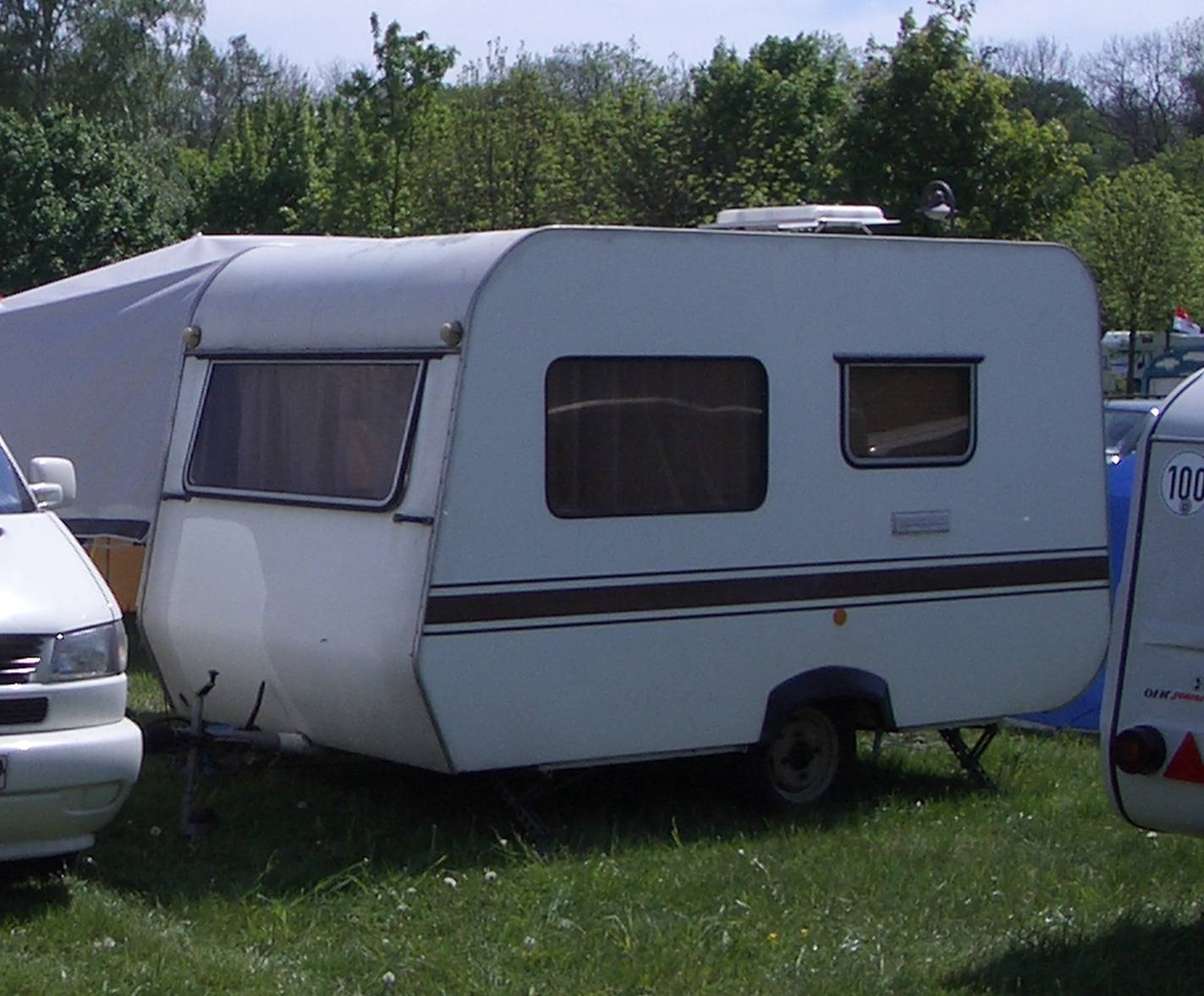
Weferlinger Heimstolz Aller 340

| Eigenmasse        | 450 kg |
| Zuladung          | 100 kg |
| Aufbaulänge       | 4,15 m |
| Breite            | 2,00 m |
| Höhe vom Erdboden | 2,31 m |
| Stehhöhe          | 1,97 m |